# Скривеносеменице
Скривеносеменице или цветнице (лат. Magnoliophyta, Angiospermae) су највећа група зелених копнених биљака и изгледом јако разноврсне, али их повезује то што се код њих семе налази унутар плода. До сада је познато преко 290.000 врста цветница у које спадају: цвеће, траве, дрвеће, поврће, воће, љековито биље. Преци цветница су се развили још у доба Тријаса прије 245 милиона година. Прве познате цветнице датирају прије 160 милиона година. Преко 80% свих зелених биљака има цветове, који стварају семе и тако се развија нова биљка. Једногодишње цветнице цветају на крају свог живота, док већина вишегодишњих цветница цвета сваке године. Траве су најраспрострањеније цветнице.

## Опште карактеристике скривеносеменица
Број врста скривеносеменица је око 250.000. Величине су од око 1mm (плутајућа биљка Wolffia) до преко 80m (нпр. неки представници рода Eucaliptus). Скривеносеменице могу живети у најсуровијим условима пустиња и обода арктичке тундре, али највећу разноврсност имају у пределу тропских (екваторијалних) кишних шума. Већина води самосталан живот и исхрањује се процесом фотосинтезе, али постоје и паразитске и сапрофитске форме. Значај скривеносеменица за копнене екосистеме је огроман, јер оне су те које у већини случајева чине највећу биомасу у екосистему и својим изгледом и бројношћу одређују изглед и структуру екосистема. Значај за човека је такође велик, јер скоро све биљке које човек гаји ради сопствене и исхране домаћих животиња припадају скривеносеменицама.
Цвјетнице могу имати један или два клицина листића, котиледона. Цвијет се отвара из пупољка. Пупољак цвјетница је затворен у чашицу која личи на чврсту зелену лопту. Састављена је од зелених чашичних листића. Диверзитет боја цвјетница је безграничан. Обојени дио цвијета састоји се од латица које чине круницу. Ако су у цвијету чашични и крунични листићи исте боје називају се перигон. У зависности од доба године, пупољци се отварају и откривају цвјетове. Откривени цвјетови омогућавају процес размножавања. Када отопли пупољак се отвара, чашични листићи се савијају уназад, шире, откивају и отварају круничне латице које стварају цвјетну круну. Цвијет се отвара и открива јарко обојене поленске кесице- прашнике. Цвјетови могу трајати од једног дана до неколико, док други цвјетају мјесецима прије него што се опраше и израсту у сјеме.

## Порекло, филогенија и систематика скривеносеменица
Порекло скривеносеменица од велике групе голосеменица (изумрлих и савремених) још увек није разјашњено у потпуности. Бројна су питања на која ту треба пронаћи одговор, а једно од њих је и настанак хермафродитног цвета скривеносеменица. Скривеносеменице су вероватно настале током мезозоика - постоје фосилни остаци из периода Креде, али се претпоставља да су оне постојале и раније, у Тријасу и Јури.
Велику разноврсност скривеносеменица ботаничари покушавају систематизовати у природне и сродничке групе, да би се открили путеви филогеније Magnoliophyta. Традиционално, група скривеносеменице (Magnoliophyta) има таксономски статус раздела, и дели се на две велике подгрупе (класе) - дикотиледоне биљке (Magnoliopsida, Dicotyledoneae) и монокотиледоне биљке (Liliopsida, Monocotyledoneae). Основне разлике између ове две класе су:
| карактеристика           | дикотиледоне биљке   | монокотиледоне биљке  |
| ------------------------ | -------------------- | --------------------- |
| број котиледона          | 2                    | 1                     |
| број цветних делова      | 4-5                  | 3                     |
| полен                    | у основи триколпатни | у основи моноколпатни |
| нерватура листа          | мрежаста             | паралелна             |
| право секундарно дебљање | присутно             | одсутно               |

Монокотиледоне биљке сматрају се изведенијима и филогенетски млађима, а постоји читав низ група дикотиледоних биљака са појединим карактеристикама монокотиледоних. Савремени развој метода систематике омогућио нам је дубљи увид у филогенетске односе међу скривеносеменицама, и данас се за најпримитивнију групу сматрају неки тропски представници, фамилије Amborellaceae, Nymphaeaceae, Austrobaileyaceae и друге њима сродне фамилије. Оне леже у основи филогенетског стабла скривеносеменица. Мало напреднију групу биљака чине такозвана „стара дрвета“ (енгл. paleotrees) и „старе зељасте биљке“ (енгл. paleoherbs). Све наведене групе имају карактеристике и дикотиледоних и монокотиледоних биљака. Тек се преостале групе скривеносеменица у савременој литератури деле на монокотиледоне и „праве дикотиледоне“ биљке (енгл. eudicots).

## Системи класификације скривеносеменица
- (1981)
- (1997)
- (2004)

## Дијелови цвијета
Цвјетови се састоје од неколико дијелова, распоређених у четири круга. Спољни круг чине чашични листићи. Други круг, унутар чашичних листића, су крунични листићи. У њему је трећи круг, круг мушких дијелова цвијета - прашници. Задњи, четврти круг је сачињен од женских дијелова - тучак. Иако сви цвјетови имају сличан распоред, код неправилних цвјетова неки дијелови могу недостајати, док други немају увијек исто растојање, број и величину.

## Подјела цвјетница према броју клициних листића
Подијељене су у двије главне глупе: монокотиледоне и дикотиледоне.
| Монокотиледоне | Дикотиледоне |
| -------------- | ------------ |
| Праве траве    | Руже         |
| Траве оштрице  | Магнолије    |
| Житарице       | Геранијуми   |
| Рогози         | Сљезови      |
| Бамбуси        | Главочике    |
| Палме          | Јабуке       |
| Орхидеје       | Љутићи       |
| Лале           | Маслачак     |
| Нарциси        | Мак          |
| Љиљани         | Хибискус     |

## Монокотиледоне
У монокотиледоне биљке спадају траве и луковице, а сматра се да су 1/6 свих монокотиледоних биљака цвјетнице што износи око 50.000 врста. Први пут се појављују прије око 90 милиона година и научници сматрају да су се највјероватније развиле из дикотиледоних биљака које су живјеле у воденим условима, ријекама и мочварама, и подсјећале су на локвање.

### Грађа монокотиледоних биљака
Код монокотиледоних биљака клица има један клицин листић, котиледон. Цвјетни дијелови монокотиледона су латице. Најчешће имају три латице или им је број латица дјељив са три. Њихово стабло расте изнутра, али у њему оне ријетко имају камбијум- творно биљно ткиво. Стабло им је најчешће меко и савитљиво. Листови имају паралелну нерватуру. Коријен монокотиледона је састављен од бројних ситних корјенова који се гранају. Монокотиледоне биљке расту брзо.

## Дикотиледоне
Преко 5/6 свих цвјетница обухватају дикотиледоне биљке што износи око 175.000 врста.

### Грађа дикотиледоних биљака
Дикотиледоне су оне биљке код којих клица има два котиледона тј. два клицина листића. Цвјетови ових биљака су четворочлани или петочлани. Стабло дикотиледона има камбијум, тј. један слој ћелија које стално расту близу коре стабла. Њихово стабло је разгранато. Већина дикотиледона има један дугачак вретенасти коријен. Њихови листови су мрежасте нерватуре.

## Галерија
- Монокотиледона-дикотиледона биљка
- Монокотиледоне биљке, житарице
- Дикотиледона биљка
- Дикотиледона биљка, ружа
- Најраспрострањеније цвјетнице, траве